# گارمن بچرد
گارمن بچرد (انگلیسی: Gorman Bechard؛ زادهٔ ۱۵ مارس ۱۹۵۹) یک کارگردان فیلم، و رمان‌نویس اهل ایالات متحده آمریکا است. وی از سال ۱۹۸۳ میلادی تاکنون مشغول فعالیت بوده‌است.

## فیلمشناسی
- بوسه